# 阮文昭
阮文昭（占語名：Po Tisundimahrai/捫淶扶子，？—？），晚期占婆潘陀浪第五王朝的君主，勝藩王之子。1763年，勝藩王去世後曾暫代鎮務。1764年，本鎮王位由蒲爭王系王子繼承，阮文昭封為世子該隊昭光侯。1790年九月，昭文昭歸降阮福映，獲封顺城鎮钦差掌奇，成為占婆實際統治者。不久后为阮福映所废，占婆王系終結。

## 生平
阮文昭，原名捫淶扶子（Môn lai phu tử），阮文昭是阮主阮福映所賜的姓名。他是原順城鎮胜藩王之子，顺城镇世子。
癸丑年（1763），勝藩王去世，捫淶扶子以世子的身份短暫管理過鎮務。甲申年（1764）八月，阮主任命蒲爭之孫正忠侯正村巴煦為本鎮王，是為蒲底孙底来多婆鞠（Po Tisuntiraydapaghuh），捫淶扶子及其三位兄弟壳涞扶、蚤说粟、壳说扶子則獲封“該隊”（Kai Bait Min）。捫淶扶子封為昭光侯。
壬寅年（1782），西山軍克取平順，蒲底孙底来多婆鞠之子蒲該奇（Po Cei Beri）歸降西山朝。西山朝又派人招降昭光侯。昭光侯遂與順城官員歸降西山，協助西山軍隊征討舊阮。在西山統治期間，西山朝任命蒲該奇為顺城镇掌奇管镇内诸务顺德侯，又以沒有王室血緣的外來人欽差調遣佐治侯與之一同管理順城鎮。蒲爭系後裔統治順城鎮，引起了胜藩王一係後代的不滿。
庚戌年（1790）四月，阮福映派遣前军营黎文匀与先锋营武性、阮文诚率水步兵六千攻打平顺。捫淶扶子舉兵響應阮军，進攻歸順西山朝的順城鎮掌奇佐治侯和掌奇順德侯。阮军占领平顺后，捫淶扶子因受到占人拥戴，黎文匀为之请命。
九月，阮福映任命捫淶扶子為钦差掌奇，管轄藩僚、藩民諸務，赐名“阮文昭”。又赐藩僚哺𣘁到（Bu cà đáo）名“阮文振”、村巴煦（Thon ba hú）名“阮文豪”，并為钦差統兵該奇。
不久以後，阮文昭被發現與西山朝的阮惠暗中勾結，於是阮福映罷免了他的職務。